# Sanggamnyong
Sanggamnyŏng, aussi connu comme Shangganling ((zh)) en Chine, Triangle Hill (coréen : 3각고지) en Corée du Sud, et Jane and Russell Hill aux États-Unis, est un col de montagne située en Corée du Nord.